# Plankenstein
Le Plankenstein (littéralement « pierre en planches »), ou Blankenstein, est un sommet des Alpes, à 1 768 m d'altitude, dans les Préalpes bavaroises, et précisément dans le chaînon de Mangfall, en Allemagne (Bavière).